# Acer subserratum
Acer subserratum é uma espécie de árvore do gênero Acer, pertencente à família Aceraceae.